# Champion 400 H
Der Champion 400 H ist ein Automodell der Automarke Champion von der Rheinischen Automobil-Fabrik, Hennhöfer & Co. OHG. Er erschien im Juni 1953 als Nachfolger des Champion 400. Im Juni 1954 übernahm die Rheinische Automobil-Fabrik, Henning Thorndal die Produktion; sie endete im Oktober 1954. Nachfolger war der weitgehend identische Maico MC 400/H von Maico.

## Karosserie
Wie das Vorgängermodell hatte der Champion 400 H eine zweisitzige Ganzstahlkarosserie in Form einer Cabriolimousine, die mit einem Zentralrohrrahmen verschweißt war. Die Vorderräder hingen an doppelten Querlenkern mit Gummi-Torsionsfedern und Teleskopstoßdämpfern, die Hinterräder an einer Pendelachse, ebenfalls mit Gummi-Torsionsfedern. Die Zahnstangenlenkung und die hydraulisch betätigten Trommelbremsen an allen vier Rädern entsprachen auch weitestgehend denen des vorhergehenden Modells, allerdings mit einer unwesentlich verringerten Gesamtbremsfläche von 292 cm².

## Maße und Gewichte
Bei einem Radstand von 180 cm und einer Spurbreite von 120 cm betrug die Fahrzeuglänge 317 cm, die Fahrzeugbreite 147 cm und die Fahrzeughöhe 130 cm. Bei einem Leergewicht von 520 kg betrug das zulässige Gesamtgewicht 820 kg.

## Antrieb
Der wassergekühlte Zweizylinder-Zweitakt-Reihenmotor von Heinkel hatte 396 cm³ Hubraum und leistete 15 PS (11 kW) bei 4000/min; das maximale Drehmoment von 3,0 mkp (29,4 Nm) wurde bei 2600/min erreicht. Er war im Heck des Fahrzeugs eingebaut und trieb über ein Dreiganggetriebe mit Mittelschalthebel die Hinterachse an. Das Getriebe lag vor der Hinterachse. Die Höchstgeschwindigkeit betrug 90 km/h. Der Kraftstoffverbrauch wurde mit 5,6 Liter auf 100 km angegeben.

## Neupreis und Stückzahl
Der Neupreis betrug zunächst 3995 DM, ab Juli 1954 3850 DM. Es entstanden zwischen Juni 1953 und Oktober 1954 1969 Exemplare.